# Chaulage
 (mars 2025).
Si vous disposez d'ouvrages ou d'articles de référence ou si vous connaissez des sites web de qualité traitant du thème abordé ici, merci de compléter l'article en donnant les références utiles à sa vérifiabilité et en les liant à la section « Notes et références ».

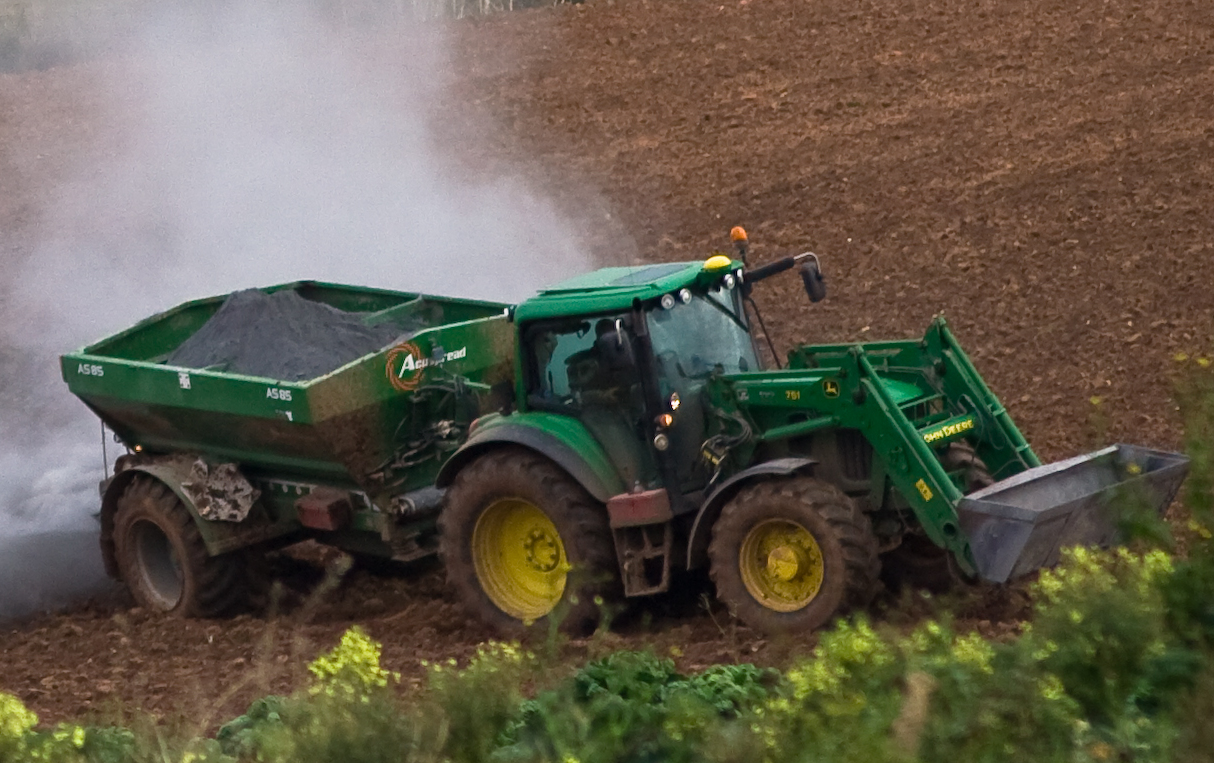
Chaulage : épandage de calcaire broyé en Angleterre en 2008.

Au sens strict le chaulage est un traitement à la chaux, soit avec de la chaux vive (CaO), soit avec de la chaux éteinte ( Ca(OH)2)). L'expression est employée assez généralement pour désigner divers traitements à la chaux en agriculture, sylviculture, arboriculture et ostréiculture, dans l'industrie agro-alimentaire (traitement des jus de betteraves sucrières, de canne à sucre, de fruits ou de légumes avec du chlorure de calcium (CaCl2), autrefois réalisé à l'eau de chaux, lors de l'opération de clarification ou défécation), dans la gestion industrielle ou collective des eaux et des effluents ainsi que traditionnellement dans le bâtiment pour l'assainissement des murs et boiseries.
Cependant dans la pratique professionnelle agricole chaulage  désigne précisément « l'action d'apporter à un sol un amendement calcique ou calco-magnésien afin d'en corriger l'acidité ». En pratique, il s'agit rarement aujourd'hui de chaux au sens strict mais généralement de calcaires ou dolomies broyés (dits commercialement « chaux humide ») ou de mélanges.
Pour un article plus général, voir Amendement (agriculture).

## Le chaulage des sols

Répartition des amendements calciques utilisés sur la campagne 2013-2014 en Allemagne : bleu : carbonates de calcium (calcaire), gris : mélanges et autres, orange : produits issus des convertisseurs sidérurgiques (scories), rouge : produits cuits (chaux au sens strict).

Le chaulage des sols est une technique agricole qui consiste à apporter des amendements calciques ou calco-magnésiens à un sol pour en corriger l'acidité, amener le pH à la valeur souhaitable pour les cultures envisagées et permettre ainsi la libération des nutriments nécessaires.

### Causes de l'acidification des sols
- Sur le long terme, l'exposition des roches et minéraux aux éléments atmosphériques (pluie, gel, stress thermique) entraîne l'altération des silicates, phénomène naturel constitutif de la formation des sols (pédogenèse) mais acidifiant[4] ; ce phénomène peut être accéléré par la bioturbation et le travail du sol ;
- les concentrations élevées de CO2 causées par l’oxydation de la biomasse et la respiration des racines et des organismes du sol produisent de l’acide carbonique (H2CO3) ce qui ajuste le pH à 5,6 ; H2CO3 est la plus grande source de protons pour les sols agricoles (pH entre 5 et 7,5), car en dessous de pH 5, il n'y a plus de formation d'acide carbonique ;
- les pluies acides ;
- l'épandage de certains engrais à base de nitrates (ammonitrate …) et de sulfates[5]. L’apport excessif d’ammonium (NH4+ ) par les engrais organiques (fumier), les engrais minéraux et par l’atmosphère accélère l’acidification. L'oxydation de l'ammonium est réalisée par les bactéries : NH4+ + 2 O2 ⇌ NO3− + 2 H+ + H2O (nitrification). Si les plantes n'absorbent pas le nitrate (NO3− ), celui-ci est emporté par les eaux d'infiltration (lixiviation, lessivage des bases) et les effets d'acidification sont encore plus graves.
- L'humification produit également des acides notamment en forêt[6].

### Principes d'action
Le but du chaulage est de libérer des ions Ca2+  qui permettront de réguler les liens de la matière organique avec les argiles et l'ensemble des cations ( K+, NH4+, …). Cette libération intervient facilement dans un sol acide selon la formule : CaCO3 +H2O → Ca2+ + 2OH- +CO2.
Le chaulage a pour effet :

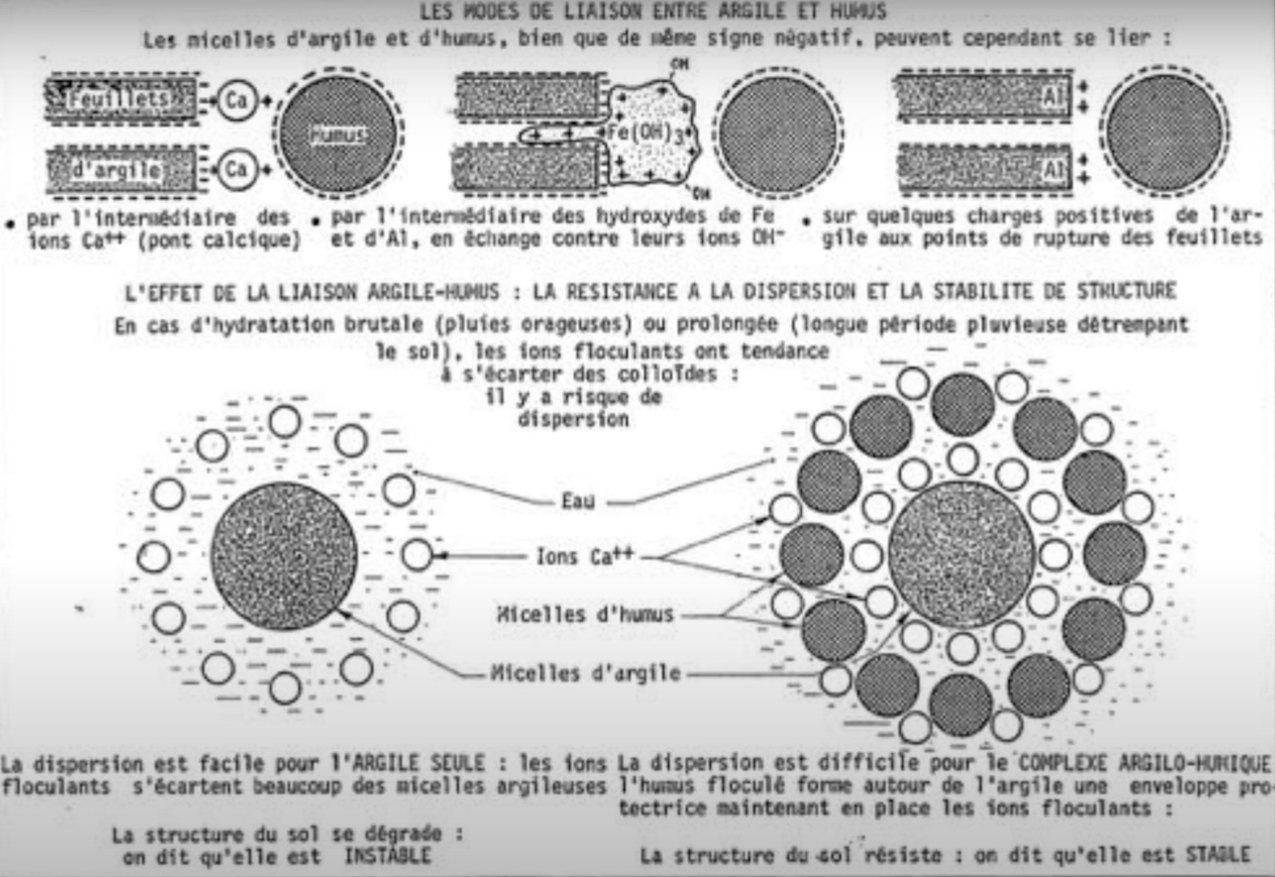
Modes de liaison entre les argiles et l'humus selon Marc-André Selosse.

- Modes de liaison entre les argiles et l'humus selon Marc-André Selosse.d'améliorer la structure du sol en limitant les risques de formation d'une croûte de battance par amélioration de la stabilité structurale du sol et de ses propriétés physiques, notamment son « affinité pour l'eau ». Le calcium joue ainsi un rôle essentiel en sol instable (sols limoneux pauvres en matière organique et en argile) non pas en liant la matière organique avec les argiles mais en régulant la mobilité des métaux (chéluviation) dont celle du fer impliqué dans les liaisons organo-minérales. Dans les sols ayant développé de telles liaisons, le chaulage améliore la stabilité structurale ; dans les autres, il limite la réactivité chimique de l’aluminium, du fer et du manganèse et améliore l'activité microbienne du sol, qui permet une meilleure mobilisation de l'azote. Il ne faut toutefois pas chauler de manière excessive car on peut aller jusqu’à bloquer les métaux cités et les autres oligo-éléments comme dans les sols calcaires[8] ;
- de compenser l’acidification produite par l’activité biologique en augmentant un pH trop bas ; Le fonctionnement microbien s’accompagne obligatoirement d’une production d’acides organiques qui va jusqu’à inhiber l’activité microbienne et réduire la fertilité du sol si les acides produits ne sont pas neutralisés[10]. L’objectif du chaulage est de neutraliser ces acides pour permettre le maintien ou l’intensification de l’activité microbienne[11]. Cette neutralisation n’est pas faite une fois pour toutes mais doit être renouvelée tous les deux à trois ans : on passe d’une logique de redressement à une logique d’entretien ; l'importance de cette acidification serait cependant à relativiser à la lumière des nouvelles (bonnes) pratiques, voir infra chapître : Nouvelles données[12].

Disponibilité des éléments en fonction du pH du sol.

- Disponibilité des éléments en fonction du pH du sol.de favoriser l'assimilation des éléments nutritifs par les végétaux, particulièrement les oligo-éléments, en compensant la perte de calcium due au prélèvement par les récoltes, au lessivage par les eaux de percolation (eau de gravité) et à l'effet des engrais ;
- d'empêcher la repousse d'adventices ne supportant que les sols acides (fougère, ajonc, genêt, bruyère, joncs).

### Le pH optimal d'un sol
C'est une notion relative, différemment interprétée par l'écologue, l'agronome, le pédologue, l'agriculteur ou le jardinier.
Pour l'écologue, le pH « optimal » d'un sol est celui qui se rapproche le plus du pH naturel induit par le contexte géologique et pédologique. Un sol acide, s'il est naturel (dans une tourbière à sphaignes par exemple) n'a pas à être amendé. Les sols acides (largement dominants dans les forêts tropicales) ont une productivité agricole moindre, mais sont associés à une biodiversité bien plus élevée. Le chaulage de milieux naturellement acide est source de destruction d'espèces devenues rares ou protégée (plantes carnivores du type drosera dans les zones tourbeuses ou paratourbeuses de France par exemple, qui ne vivent que dans ces milieux).
Pour l'agriculteur ou l'agronome, il dépend de plusieurs facteurs :
- de l'analyse du sol lui-même : en général on cherche à maintenir le pH un peu en dessous de la neutralité, vers 6,5 ;
- des exigences des cultures pratiquées : les besoins des plantes sont assez variables, certaines supportant une large gamme de pH, d'autres ayant des besoins plus précis [13]. À titre d'exemple, la pomme de terre, le seigle, l'avoine, le coton, le fraisier poussent sur des sols légèrement acides (pH 6), le blé, le riz, le haricot et le maïs « préfèrent » la neutralité, tandis que la betterave, la fève, la luzerne, le sainfoin, l'asperge poussent mieux avec un pH supérieur à 7[14].

L'agroécologie tente de concilier ces deux points de vue et de mieux adapter les cultures au sol, plutôt que de systématiquement chercher à adapter le sol aux cultures.

### Quand chauler un sol?
Les meilleures périodes pour chauler sont sous forme d’apport régulier (environ 300 g de chaux par mètre carré tous les deux à trois ans) de préférence au tout début du printemps avant la reprise de la végétation ou en été et en automne après la récolte.
Trois indicateurs simples permettent de rendre compte du besoin de chaulage d'un sol :
- le pH du sol ;
- la capacité d'échange cationique (CEC) et le taux de saturation du sol (TS) par le calcium échangeable (rapport calcium échangeable / CEC) qui permettent de connaître l’état des réserves calciques du sol ;Epandeur pour chaux et scories, 1957. Ce type d'appareil était au départ conçu pour être tiré par un cheval et comportait un mécanisme de distribution entraîné par les roues porteuses. Dans sa version la plus précise il s'agissait d'un système de grilles perforées mobiles dont l'étalonnage du débit selon le produit à épandre était aisé.

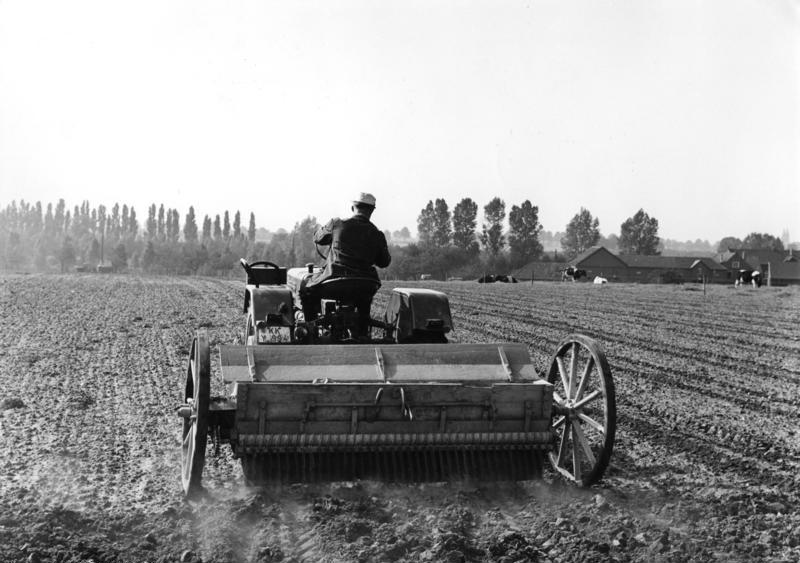
Epandeur pour chaux et scories, 1957. Ce type d'appareil était au départ conçu pour être tiré par un cheval et comportait un mécanisme de distribution entraîné par les roues porteuses. Dans sa version la plus précise il s'agissait d'un système de grilles perforées mobiles dont l'étalonnage du débit selon le produit à épandre était aisé.

- la teneur en carbonates (« calcaire total »). Lorsque ces carbonates se solubilisent, sous l'effet des précipitations, ils libèrent des ions calcium (et magnésium) qui viennent compenser les pertes dues à la lixiviation par les pluies, et des ions carbonates, une base forte qui neutralise les ions H+. On estime qu'une teneur minimale en carbonates de 3 g/kg de terre fine est nécessaire dans ces situations à risque pour éviter une chute brutale de pH.
- En sol argileux, l’impact de l’incorporation est moindre.

### Dosage
Les dosages varient grandement selon qu'on utilise de la chaux vive (interdite par le cahier des charges de l'agriculture biologique) ou du calcaire broyé.
Les sols sablonneux ne nécessitent que 400 à 1 000 kg de chaux vive par hectare alors que les sols argileux peuvent nécessiter jusqu'à plus de 3 tonnes par hectare. Si on utilise du calcaire broyé on peut doubler les doses. Les doses sont calculées en fonction du pH tampon du sol et du pH cible à obtenir. Si la correction de pH est importante, il faut étaler ces dosages sur deux ou trois ans. Pour un chaulage d'entretien des prairies, par exemple, la dose est réduite à une à deux tonnes par hectare et par an, cela étant donné que la chaux est appliquée en surface et qu'elle n'est pas incorporée au sol.

### Compatibilité de la chaux et du fumier
On ne chaule pas un sol immédiatement après ou avant un apport de fumier ou de lisier frais mais il faut cependant distinguer selon le type de chaux utilisé. Un amendement de carbonate de calcium (CaCO3) n'amenuise pas la valeur fertilisante du fumier alors que la chaux vive (CaO) ou même la chaux éteinte provoque une perte d’azote significative (volatilisation de l'azote ammoniacal) d'environ 25 %.

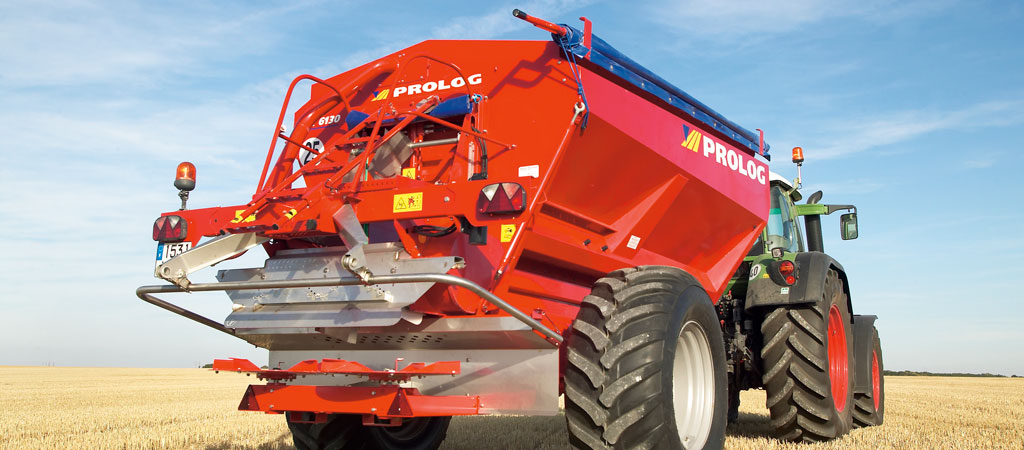
Epandeur moderne pour engrais et amendements pulvérulents. Ce type d'appareil a largement contribué au développement de l'épandage d'amendements bruts bon marché et à action lente.

### Contre-indications et précautions
Le chaulage peut occasionner des effets secondaires :
- Le chaulage est déconseillé durant les 12 mois qui précèdent une culture de pommes de terre (risque de galle) ;

- pas de chaulage avant une culture de tabac ;
- en cas de chaulage avant une culture de la betterave (très favorable à la levée de la betterave), application d’un engrais boriqué foliaire en végétation sur la culture.
- La teneur en cadmium (et d'autres éléments toxiques) dans les amendements doit être vérifiée. Le chaulage est une des causes de la pollution des sols par le cadmium. Les apports d'amendements calciques et de phosphates de chaux doivent être calculés au plus juste[18].

### Nouvelles données sur l'acidification des sols et limitation du chaulage
Des essais sur 10 années menés par ARVALIS et l'INRAE semblent démontrer que l'épandage des engrais de ferme (fumiers et lisiers y compris le lisier de porc), de déchets urbains (compost de biodéchets, des issues des espaces verts, lisain) ou industriels (composts de l'industrie alimentaire, boues de station contrôlées, fumier de champignon) peut suffire à empêcher l'acidification d'un sol et même à en augmenter le pH. Ces résultats, en contradiction avec de nombreuses observations du passé, semblent liés  à une meilleure gestion de la fertilisation azotée : prise en compte de tous les apports azotés et calcul au plus juste de la fertilisation, diminution de la lixiviation des nitrates grâce à des engrais verts, des cultures intermédiaires piège à nitrate (CIPAN), des cultures intercalaires et restitution des pailles et fanes, l'essentiel de l'acidification étant du à la lixiviation des nitrates (Voir chapître Causes de l'acidification des sols et l'article Nitrification). Des quantités importantes de matière organique peuvent freiner les bactéries nitrificatrices par compétition avec les saprophytes.
Dans cette optique, la gestion de la matière organique du sol est une priorité. Il n'y a par exemple pas d'intérêt à chauler les jardins qui reçoivent d'énormes quantités de matière organique comparativement aux sols agricoles.
En élevage la généralisation de la culture du maïs au lieu de la betterave fourragère, le remplacement partiel de l'orge par le triticale et de la luzerne par des variétés performantes de trèfle en terre modérément acide témoignent également d'une adaptation des cultures au pH du sol.
Lorsqu'il est nécessaire de faire un important apport de calcium sans changer le pH et sans recourir aux engrais calciques coûteux (cyanamide calcique, nitrate de calcium), typiquement en sol neutre, on peut choisir un amendement tel que le gypse (CaSO4, 2H2O) sans effet sur le pH ; le recyclage du plâtre (CaSO4) est aussi possible et commence à être organisé (SEDE Veolia devenu Veolia agriculture France) ; il s'agit là d'éviter le chaulage proprement dit.

## Le chaulage des lacs et des forêts

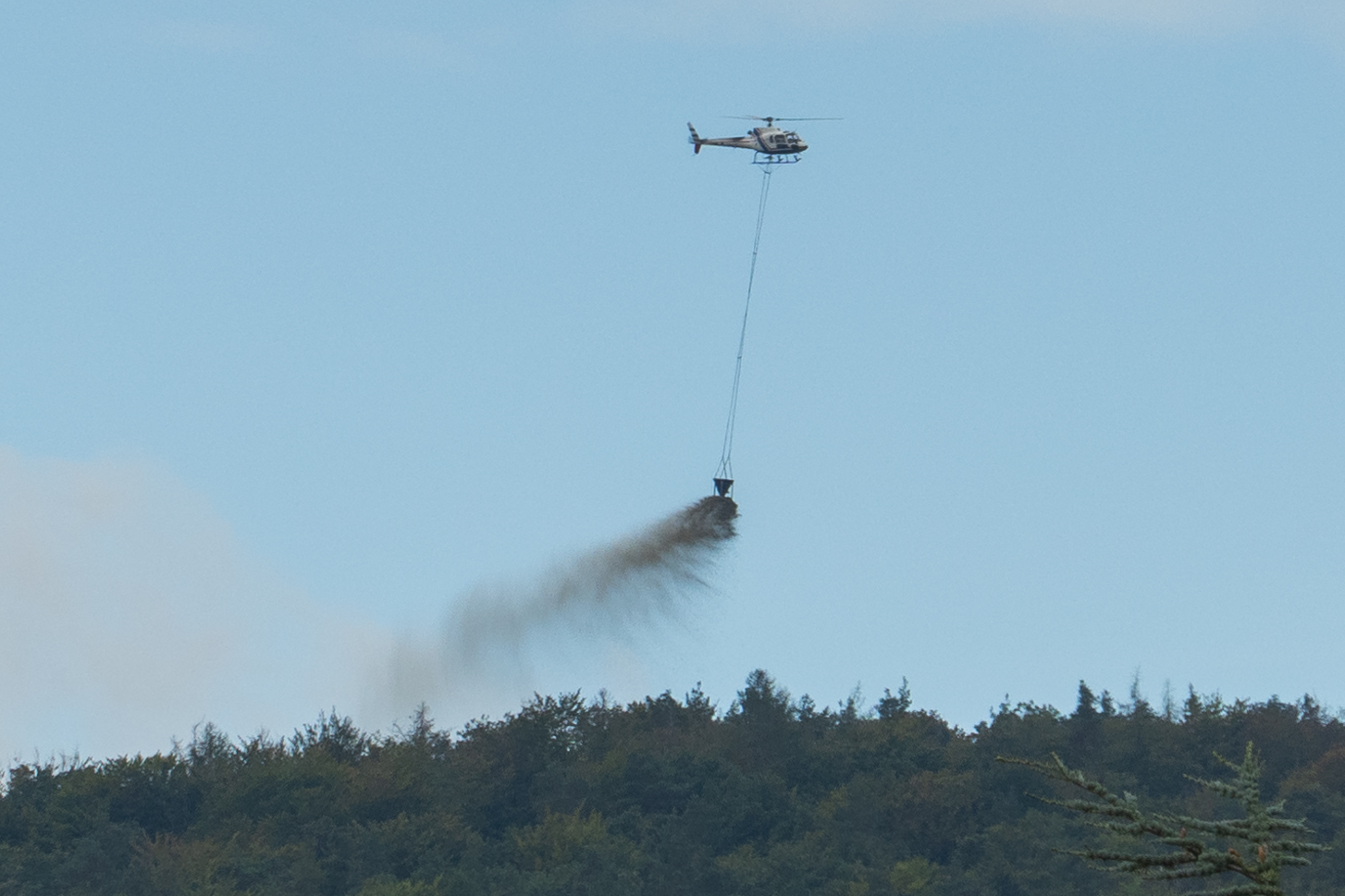
Chaulage forestier avec un hélicoptère.

Le chaulage de certains lacs ou cours d'eau acidifiés par les pluies acides ou par un drainage minier acide permet de rééquilibrer, au moins provisoirement le pH de l'eau pour y permettre la vie de certaines espèces, et une moindre circulation et une moindre biodisponibilité d'éléments-traces métalliques toxiques. C'est une technique très employée en Europe du Nord et en Amérique du Nord, qui améliore provisoirement la qualité de l'eau, à partir du site traité et sur l'aval, mais non dans la partie amont ni dans le réseau hydrographique du bassin versant périphérique ; pour compenser cela, l'épandage de chaux se fait parfois par hélicoptère y compris sur la forêt.
Le chaulage d'un lac acidifié ou naturellement acide a parfois une vocation d'amendement visant à augmenter la production piscicole. Si l'acidité du milieu était naturelle, il peut perturber la flore et la faune du lieu.
Le chaulage permet également de réduire la turbidité des eaux grâce au pouvoir floculant de la chaux.

## Chaulage des troncs d'arbre

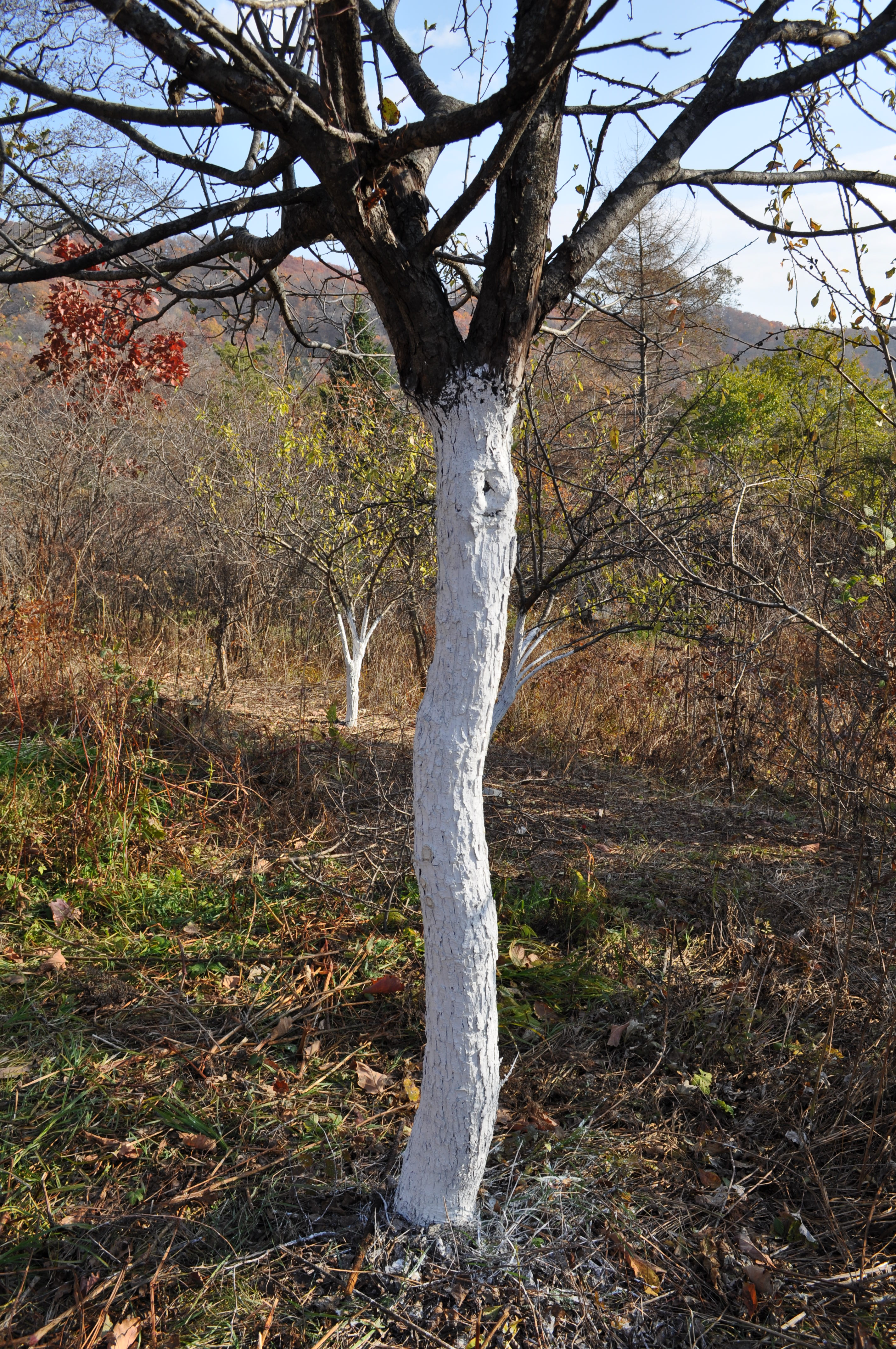
Tronc chaulé de cerisier.

En horticulture, le lait de chaux appliqué sur le tronc des arbres est un antiseptique qui détruit les larves des parasites nichant sous l'écorce des arbres fruitiers (notamment les carpocapses), ainsi que les champignons microscopiques, qui y passent également l'hiver en attendant de développer à la saison les maladies cryptogamiques (tavelure, cloque, moniliose, chancre...). Le chaulage des troncs n'est plus pratiqué par les arboriculteurs professionnels mais connaît un regain d'intérêt chez certains amateurs.

## Chaulage des parements
Peinture à la chaux de couleur blanche, réalisée par mélange d'eau et de chaux fraîchement éteinte (environ un volume de chaux pour un volume d'eau).

### Désinfection des bâtiments d'élevage
La chaux fraîchement éteinte a un caractère alcalin très marqué qui contribue à tuer toute forme de vie organique (bactérie, microbes...). Cette technique est utilisée pour assainir les granges, les murs des fermes, les étables, bergeries...

## Autres types de chaulage
- Apport de chaux à un sol pollué par des métaux permet de limiter la mobilité de ces métaux dans le sol et d'en protéger une partie de la faune, ainsi que la nappe phréatique sous-jacentes, mais au risque de faire disparaître les espèces de milieux naturellement acides.
- Chaulage des jus afin de les clarifier dans l'industrie sucrière et la fabrication des jus de fruits et de légumes aujourd'hui réalisé au chlorure de calcium (CaCl2).
- Chaulage de semences, avant plantation, pour détruire certains parasites. En agriculture conventionnelle le chaulage des semences est considéré comme obsolète depuis un siècle[25].
- Chaulage des tuiles pour le captage de naissains en ostréiculture.

## Types de produits de chaulage
Les produits autorisés sont avant tout des carbonates de calcium d’origine naturelle, c’est-à-dire des roches calcaires plus ou moins pures et plus ou moins finement broyées. Le produit agira d’autant plus vite qu’il sera plus tendre (craie par exemple) et plus réduit en poudre (tamis 300 ou 400).

### Ressources géologiques

Le cycle des carbonates et des silicates à l'échelle des temps géologiques.

Pour un inventaire de ces ressources potentielles en France, voir le mémento du BRGM. Selon le BRGM (2017), 1 million de tonnes de carbonates sont utilisées comme amendement agricole par an en France.
Les produits de carrières traditionnels (craie, marnes, faluns), ont été très exploités localement et le sont encore parfois malgré une réglementation sévère.
Les produits commerciaux mettent en avant surtout le magnésium présent dans les calcaires dolomitiques. Il existe également des calcaires phosphatés, ferrugineux, potassiques ou argileux (marnes). Tout élément accessoire est intéressant s'il corrige une carence et devient nuisible s'il augmente une richesse naturelle : les calcaires magnésiens sont rarement justifiés en sols granitiques et totalement aberrants en sols basaltiques, très fortement pourvus en magnésium.
Les produits fins sont plus actifs que les produits grossiers mais leur réactivité est à double tranchant car elle engendre plus de risques de blocage et plus de sensibilité au lessivage : pour éviter ces inconvénients, il faut les réserver pour des apports annuels à petite dose, ne dépassant pas 500 kg/ha de produit brut en sol sablo-limoneux.
L’utilisation d’un carbonate broyé d’action moyennement rapide (solubilité carbonique de 20 à 40 %), appelé couramment « chaux humide » est techniquement satisfaisante et plus économique (prix de l’unité de CaO inférieure de 50 % au carbonate pulvérisé et encore bien moins dans le cas d'exploitation de ressources de proximité).

### Ressources marines
Le maërl fournit un amendement organo-calco-magnésien d'origine marine ; il a été très apprécié notamment en agriculture bio. Son exploitation est aujourd'hui sévèrement réglementée pour des raisons écologiques. Il en est de même pour le sable coquillier (traez en Bretagne) et la tangue (vases marines).

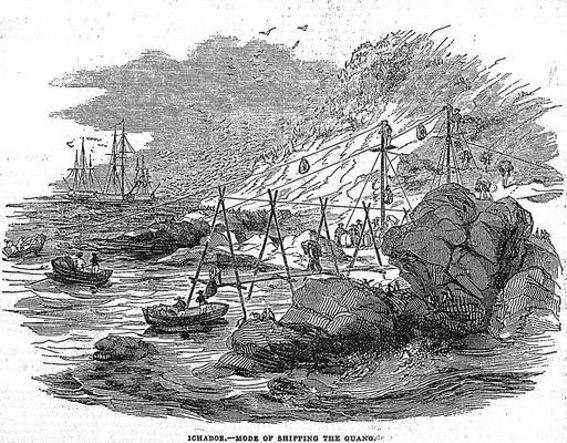
Expédition du guano de l'ïle Ichaboe (en Namibie aujourd'hui) en 1844.

Certains guanos contenaient 33 % de CaO. Le guano est encore régulièrement exploité au Chili, au Pérou et en Namibie, principalement pour les marchés domestiques, sporadiquement ailleurs.
L'exploitation de coquillages invasifs (huîtres creuses sauvages, crépidules) lorsqu'ils forment des bancs indésirables est envisagée et le recyclage des coquilles de coquillages domestiques (huître, moule, coquille Saint-Jacques) en est à ses débuts.

### Ressources industrielles
- Les scories de la sidérurgie, fertilisant amendant, ont été à l'époque de l'exploitation de la minette lorraine massivement  employées (scories Thomas) ; l'utilisation de diverses scories continue ;

- les écumes de sucreries sont souvent utilisées pour chauler les champs agricoles car elles apportent en plus du phosphore, et des oligo-éléments[33] ;

- le fumier de champignons, fertilisant-amendement mixte ;

- les boues de stations d'épuration chaulées[33] et les boues papetières[34].

À défaut de produits commerciaux, la cendre de bois peut être utilisée pour un chaulage léger.

## Inconvénients écologiques

### Emission de gaz carbonique
La fertilisation à la chaux provoque des émissions de CO2 et concerne donc le climat, mais les émissions sont faibles, environ 1 million de tonnes par an pour l'Allemagne par rapport aux émissions totales (environ 900 millions de tonnes/an). La fabrication de la chaux  donnent en effet lieu à la réaction globale :
CaCO3 roche → CaO solide + CO2 gaz
La neutralisation du calcaire dans le sol (cette neutralisation intervient aussi avec une partie du calcaire présent naturellement dans les sols basiques) entraîne la même émission de gaz carbonique mais avec production d'ions Ca2+ (voir complexe argilo-humique). Inversement dans le cas d'épandage de chaux vive ou éteinte, une partie de celle-ci peut subir un processus de recarbonatation aboutissant à la néoformation de calcaire sur une échelle de quelques mois.

### Atteintes aux biotopes
L'exploitation des ressources marines ou continentales peut porter atteinte à certains biotopes : destruction de pelouses calcaires à l'emplacement des carrières, dragage de maërl et extraction de sable coquiller en mer, décapage des îles à guano perturbant la faune aviaire,. Ces exploitations sont cependant très contrôlées en Europe. De même le chaulage de sols naturels acides est à éviter.